# Hàn Châu
Hàn Châu 	(sinh ngày 1 tháng 1 năm 1947) là một nhạc sĩ nhạc vàng sáng tác trước 1975 đến nay với các ca khúc quen thuộc: Cây cầu dừa, Những đóm mắt hỏa châu, Thành phố sau lưng, Tội tình, Về quê ngoại...

## Cuộc đời
Hàn Châu tên thật là Lê Đình Nam, sinh ngày 1 tháng 1 năm 1947 tại Bồng Sơn, Hoài Nhơn, Bình Định trong một gia đình có 5 anh chị em. Người chị cả Lê Thị Hương là vợ nhạc sĩ Thanh Sơn.
Năm 14 tuổi, ông vào Sài Gòn ở chung với gia đình chị cả. Trong nhà có treo cây guitar, ông hay đem xuống mày mò. Người anh rể là nhạc sĩ Thanh Sơn vốn kỹ tính nên không hài lòng mấy. Do vậy, ông phải tập chơi đàn bằng cách... đàn đứng (không gỡ ra khỏi móc treo) để kịp thời "phi tang".
Năm 1966, nhạc sĩ Hoàng Trang sáng tác bài "Ngỏ hồn qua đêm" rồi đưa tên ông vào bài nhạc với tên là Hàn Châu. Từ đó Hàn Châu là bút danh của ông cho đến tận nay.
Sau sự kiện 30 tháng 4 năm 1975, ông ngưng sáng tác cho đến năm 1980 mới bắt đầu sáng tác lại với ca khúc "Tình nhỏ mau quên", "Tội tình", "Mèo hoang", "Tình gần tình xa", "Lời nhớ lời thương", "Dòng sông và nỗi nhớ", "Xa nhau ngậm ngùi""...
"Về quê ngoại" là bài hát kể sự thật về cuộc đời ông bị nhiều ca sĩ sau này hát sai lời. Bản thu âm trước 1975 được ca sỹ Duy Khánh trình bày đúng về lời và nhạc.

## Nhầm lẫn
Bài Nói với người tình là sáng tác của Trúc Sơn và Thăng Long. Trúc Sơn là 1 bút danh duy nhất của Hàn Châu. NS Thăng Long khi còn sống đã xác nhận điều này khi 2 ông đã cùng sáng tác ca khúc này trong căn gác trọ ở sài Gòn trước 1975
Bài Mãi tìm nhau là sáng tác của Giao Tiên vời bút danh Thảo Trang.
Bài Vùng trời xanh kỷ niệm là sáng tác của Hàn Châu với bút danh Thục Chương. Sau này bị sửa thành Màu xanh kỷ niệm.
Bài Người tình La Lan là sáng tác của Vinh Sử với bút danh Hàn Ni.
Bài Mực tím mồng tơi chỉ có một tác giả là Hàn Châu. Không có tên của Vinh Sử trong tờ nhạc gốc.
Bài Đêm hỏa châu là của Vinh Sử và Nguyên Thảo sáng tác.
Bài Lời tỏ tình đáng yêu (tức Lời tỏ tình ong bướm) là sáng tác của Giao Tiên với bút danh Dương Tiếng Thu.

## Sáng tác

### Thục Chuơng
- Giết người yêu (Giứ mái người yêu) (Nguyên Thảo - Thục Chương)
- Người mơ áo cưới (1971)[1]
- Vùng lạ mặt (1970)
- Vùng trời xanh kỷ niệm (1970)
- Có còn thương nhau (1990)[2]

### Người lính trước 1975
- Bài ca đêm
- Chuyến xe cuối cùng (1970)
- Không phụ tình anh (1973)
- Đêm không còn hoả châu (Hàn Châu & Thanh Phương)
- Lời trần tình (1968)
- Miền giới tuyến
- Ngày mai tôi về (1973)
- Ngỏ hồn qua đêm (Hàn Châu & Triết Giang, 1966)
- Người đầu gió (Hàn Châu & Xuân Đan, 1969)
- Những đóm mắt hỏa châu (1968)[3]
- Niềm thương trở giấc (1967)
- Niềm suy tư (Hàn Châu & Triết Giang, 1966)
- Nỗi lòng chinh nhân
- Thành phố sau lưng (1967)
- Tìm về tuổi dại (1967)
- Tình yêu nào đêm nay (Hàn Châu & Linh Giang, 1969)
- Tình người đầu non
- Thu đi vào nhớ (Hàn Châu & Xuân Đan)
- Thư người lính trận (1969)
- Viết trên cao (Hàn Châu & Thanh Phương, 1969)

### Tình yêu và quê hương
- Bâng khuâng nỗi nhớ
- Bến lạ
- Bóng dáng mẹ hiền
- Bóng mẹ bên đời
- Cánh cò và dòng sông
- Cây cầu dừa
- Chuyện chàng nhạc sĩ
- Có nhau trong đời
- Diệu pháp Liên Hoa
- Dòng sông và nỗi nhớ
- Đêm tóc rối
- Đêm trắng tay
- Đi cày[4]
- Đợi chờ xa vắng
- Đời không như là mơ [5]
- Em có còn thương anh không
- Giàu nghèo
- Giọt lệ trong đêm
- Giọt mưa Phương Nam
- Hạ thương (Hàn Châu & Thanh Phương, 1971)[a]
- Hạt cát mong manh
- Hoa mười giờ lỗi hẹn
- Hoa tím mồng tơi
- Lạy đời lạy người
- Lạy phật Quan Âm
- Lời nhớ lời thương
- Mật đắng tình yêu
- Mèo hoang
- Mình mất nhau rồi
- Mở cửa
- Mùa xuân xôn xao
- Mực tím mồng tơi (1970)
- Mỹ Lan [4]
- Mười năm đợi chờ
- Ngày mai em về (Cây cầu dừa 2)
- Người đã quên
- Người giàu cũng khóc
- Người mơ áo cưới[6](1971)
- Người thương kẻ nhớ
- Người viết nhạc tình buồn
- Nhớ quê tôi về
- Những mảnh ghép đời tôi
- Nỗi nhớ quê hương
- Nỗi buồn xa quê (Xa quê)
- Sao lòng còn thương
- Sao mắt người yêu
- Rước dâu về làng[4]
- Than thở với lục bình
- Theo anh xuống thuyền
- Thu đi vào nhớ
- Thuyền tình trên sóng[7]
- Thư gửi quê nhà[4]
- Thư về xóm nhỏ
- Thương nhớ quê nhà
- Thương người em phố nhỏ[8] (1969)
- Tình đã bay xa
- Tình gần tình xa
- Tình nhỏ mau quên
- Tình tuổi ô mai (1972)
- Tội tình
- Trên dòng sông nhỏ
- Về quê ngoại (1974)
- Về quê ngoại 2
- Về quê cắm câu
- Xa nhau ngậm ngùi
- Yêu người phụ tôi

### Viết với Vịnh Đại Sơn
- Ánh trăng tà
- Ấm áp tình quê
- Buâng khuâng
- Bến sông quê
- Bóng chiều quê
- Chiều viễn ngọc
- Chợ đầu mối Dầu Giây
- Con đường tôi đã đi
- Cô gái bán rau xanh
- Đại Lãnh ngàn thương
- Đôi cánh tình thương
- Đêm cuối cùng bên nhau
- Đưa em thăm chợ Dầu Giây
- Em từ đâu đến
- Gọi tên quê hương
- Hạ ca
- Lời ru cô đơn
- Mắt em xanh màu biếc
- Người mẹ quê nghèo
- Người trở về quê hương
- Nhớ bến xưa
- Nhớ về Đại Lộc ngày xanh
- Nhớ về đồi sim
- Những chuyến xe tình yêu
- Ngày anh về
- Phượng hồng trái tim
- Quê hương và em
- Sài Gòn em và anh
- Theo dấu chân người xưa
- Thương mãi con đò
- Thương mái đình làng quê
- Tuổi mộng nào cho em
- Trái cây bốn mùa
- Trên đốc Tim - lan
- Trên vùng đất Dầu Giây
- Về thăm lại Đồng Nai